# Cayo Savanna
El Cayo Savannah es una isla localizada en el Banco Vivorillo en aguas del Mar Caribe al este del país centroamericano de Honduras se ubica específicamente al norte del Cayo Port Royal y el Cayo Edimburgo, al noreste del Cayo Bobel y al noroeste de Cayo del Sur.
Administrativamente hace parte del Departamento de Gracias a Dios cuyas islas principales se encuentra mucho más al oeste. La isla adquirió más relevancia para Honduras en 2007 cuando la corte internacional de Justicia la menciona para definir la frontera defínitiva entre Nicaragua y Honduras.